# Клима НП Ђердап
Клима НП Ђердап условљена је циркулацијом атмосфере, рељефом (брдско-планинским тереном, правцем пружања и дубином и ширином Ђердапске клисуре, експозицијом нагнутошћу њених страна), покривеношћу вегетацијом и близином велике водене површине Ђердапског језера.
Простор НП Ђердап припада Ђердапском климатском региону и одликује се великом влажношћу ваздуха, релативно ниским летњим и нешто вишим зимским температурама ваздуха и повећаном годишњом количином падавина у односу на Крајински и Подунавско-великоморавски климатски регион. Ово је један од најконтиненталнијих делова Србије. То је последица велике удаљености од Атлантског океана и Јадранског мора, али и отворености према утицају континенталних тропских и поларних ваздушних маса које продиру са југа или из источне и северне Европе, преко Влашке низије у Тимочки басен (источни бок Ђердапске клисуре), односно преко Панонске низије у Поморавље (западни бок Ђердапске клисуре). Смењивање жарких или свежих лета са хладним зимама, као последица продирања различитих ваздушних маса, карактеристика је климе Ђердапа.
Ђердапска клисура је у односу на шири простор НП Ђердап заклоњенија од ових утицаја, услед нагнутости котлинских и нарочито њених клисурастих страна смањено је осунчавање па су температуре ваздуха нешто ниже. Овоме доприноси и упореднички правац пружања клисуре (запад—исток), тако да на нашој страни преовлађују северне, осојне („хладне”) експозиције. Велика водена маса Ђердапског језера и покривеност подручја шумском вегетацијом утичу на нешто ниже апсолутне максималне температуре ваздуха, као и на смањене амплитуде температуре ваздуха, повећану влажност ваздуха и чешће магле (нарочито у сутескама Ђердапске клисуре). С друге стране, на оголелим подручјима у планинском залеђу лета могу бити веома топла, а зиме изузетно хладне.
Због планина које га непосредно окружују, простор Ђердапа прима нешто већу количину падавина него околни, нижи и равнији терени. Већа количина падавина излучује се се у топлијем делу године, што указује да се ради о континенталном типу плувиометријског режима, тј. о подунавској варијанти континенталног плувиометријског режима, који карактеришу два максимума и два минимума падавина. Примарни максимум падавина је у мају или јуну, а секундарни у новембру или децембру. Примарни минимум падавина је најчешће у фебруару или марту, а секундарни у септембру или октобру. Минимум падавина у септембру веома је значајан за пољопривреду и туризам јер су температуре ваздуха још увек релативно високе, па у току михољског лета постоје добри услови за сазревање пољопривредних култура и за продужетак туристичке сезоне. У току зиме падавине се скоро редовно излучују у виду снега. Први снегови, у просеку, падају у другој половини новембра. На простору Ђердапа, у хладнијем делу године доминантан ветар је кошава, која дува са истока и југоистока, док у топлијем делу године преовлађује струјање ваздуха са запада и северозапада. Поред распореда циклона и антициклона, на правац, честину, па и јачину ветра умногоме утиче топографија терена. Иако удари ветра могу бити изузетно јаки, ипак не достижу брзине као на излазу из Ђердапске клисуре, нпр. у Великом Градишту или Вршцу.